# 斯蒂芬·格雷 (科学家)
斯蒂芬·格雷（英語：Stephen Gray，1666年12月—1736年2月7日）是一位英国印染工和天文学家，是最早的两次科普利獎章的得主。